# Császta
Császta est une ancienne commune rattachée en 1er avril 1947 au village de Szászvár, dans le département de Baranya en Hongrie.